# Эпиграммы Пушкина на Аракчеева
На одного из влиятельнейших вельмож эпохи царствования Александра I графа Аракчеева Пушкиным было написано две эпиграммы. По некоторым мнениям, одна из них и послужила окончательной причиной южной ссылки поэта.

## «В столице он — капрал…»
В 1819 году появляется двустишие (возможно, экспромт), которое с большой (но не стопроцентной) долей уверенности приписывают Пушкину. Стихотворение считается реакцией поэта на жестокое (в духе «Нерона») подавление бунта в военном поселении в г. Чугуеве 18 августа того же года.
В столице он — капрал, в Чугуеве — Нерон: 

Кинжала Зандова везде достоин он.
По свидетельству известного пушкиниста М. А. Цявловского, существует четыре одинаковых записи эпиграммы:
1. «Чебоксарский сборник» (ЦГАЛИ — рукописная тетрадь без переплета, сейчас содержащая в себе 46 листов (первоначально их было больше), заполненная, ориентировочно, в 1825 году и представляющая собой сборник поэтов той эпохи. Среди прочего в сборник входят 28 стихотворений с указанием автором Пушкина (26 — полностью сохранившихся и 2 частично). Девятое из них — «Эпиграмма на А…».
2. «Деле по рапорту нижегородского коменданта о рядовом Брандте, объявившем, что он знает государственный секрет…», где Брандт доносит, что некий Зубов читал ему эти стихи, называя автором Пушкина, и приводит их дословно.
3. Принадлежавший С. Д. Полторацкому сборник «Рукописные стихотворения. Тетрадь I» (музей Пушкина) — вместе с другими пушкинскими стихами, но без указания автора.
4. Тетрадь Е. П. Ростопчиной (Пушкинский Дом) — частичная копия сборника Полторацкого.

## «Всей России притеснитель…»
Вторая эпиграмма на Аракчеева, абсолютно точно принадлежащая Пушкину, была написана между 1817 и 1820 годами.
Всей России притеснитель, 

Губернаторов мучитель

И Совета он учитель, 

А царю он — друг и брат. 

Полон злобы, полон мести, 

Без ума, без чувств, без чести, 

Кто ж он? Преданный без лести,

<Бляди> грошевой солдат
«Без лести предан» — девиз аракчеевского герба. Под «блядью» имеется в виду Настасья Минкина — любовница Аракчеева. Последняя строка является отсылом к популярной в то время скабрезной песне «Солдат бедный человек…»

## Пушкин о смерти Аракчеева
Однако у более зрелого Пушкина отставленный Аракчеев вызывал симпатию. Отзываясь на кончину Аракчеева, Пушкин писал жене: «Об этом во всей России жалею я один — не удалось мне с ним свидеться и наговориться».